# Harrison Otálvaro
Harrison Otálvaro, né le 22 février 1986 à Cali, est un footballeur colombien, qui évolue au poste de milieu offensif.
Au cours de sa carrière il évolue notamment à l'America Cali, au León de Huánuco et au Millonarios.

## Biographie
Il remporte le Championnat des moins de 20 ans de la CONMEBOL en 2005 avec la Colombie et participe à la Coupe du monde des moins de 20 ans 2005 avec cette même équipe.

## Carrière
- 2004-2006 : América Cali
- 2006 : Dynamo Kiev
- 2007-2009 : América Cali
- 2009-2010 : Cúcuta Deportivo
- 2010 : CA Huracán
- 2011 : León de Huánuco
- 2012 : Millonarios[1]

## Palmarès
- Vainqueur du Championnat de Colombie de football en 2008 (Tournoi de Cloture) avec l'America Cali.